# Вулиця Миколи Левитського (Київ)
Ву́лиця Миколи Левитського — вулиця в Голосіївському районі міста Києва, місцевість Віта-Литовська. Пролягає від Бродівської вулиці до Залужного провулку.

## Історія
Вулиця виникла у 2010-х роках під проектною назвою Проектна 12985. Сучасна назва на честь українського громадського діяча та кооператора Миколи Левитського — з 2017 року.